# Миљановци (Добој)
Миљановци је насељено мјесто у граду Добој, Република Српска, БиХ. Према попису становништва из 1991. у бившем насељу је живјело 1.060 становника.

## Историја
Ово насеље је део бившег јединственог насеља Миљановци које је било у саставу општине Тешањ, а које је ентитетском линијом на основу Дејтонског споразума подељено на два насеља: Миљановци у општини Тешањ и Миљановци у саставу Града Добоја.